# August 2006
Portal Geschichte | Portal Biografien | Aktuelle Ereignisse | Jahreskalender | Tagesartikel

◄ |
20. Jahrhundert |
21. Jahrhundert

◄ |
1970er |
1980er |
1990er |
2000er
| 2010er | 2020er | 2030er | ►

◄ |
2002 |
2003 |
2004 |
2005 |
2006
| 2007 | 2008 | 2009 | 2010 | ►

◄ |
Mai 2006 |
Juni 2006 |
Juli 2006 |
August 2006 |
September 2006 |
Oktober 2006 |
November 2006 |
►
Dieser Artikel behandelt tagesbezogene Nachrichten und Ereignisse im August 2006.

## Tagesgeschehen

### Dienstag, 1. August 2006

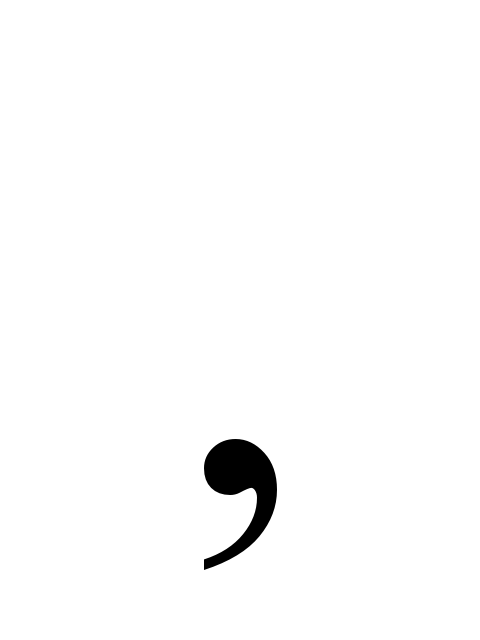
Ein Komma

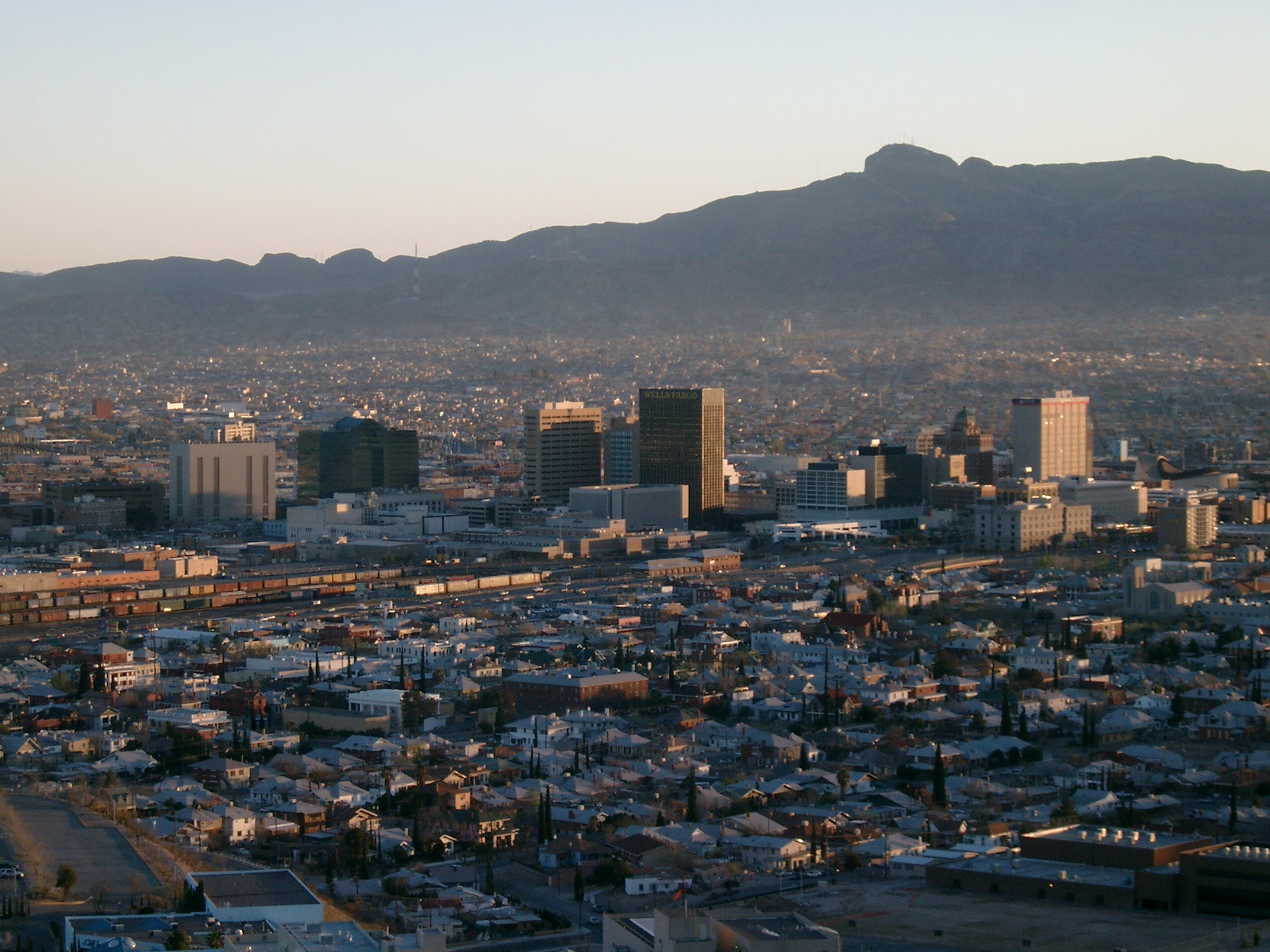
El Paso, USA, dahinter Juárez, Mexiko

- Deutschsprachige Länder: Zum zweiten Mal nach 2004 treten Neuerungen der deutschen Rechtschreibreform als Revision der Reform der deutschen Rechtschreibung von 1996 in Kraft. Es ist nun schwieriger als jemals zuvor, ein falsches Komma-Zeichen zu setzen.[1]
- El Paso/Vereinigte Staaten: Die Stadt im US-Bundesstaat Texas wird von einem extrem starken Regenfall heimgesucht, der zur stärksten Überschwemmung des Rio Grande seit knapp 50 Jahren führt. Straßen werden unterspült oder durch Geröll und Dreck blockiert. Am stärksten betroffen sind die nördlich und nordöstlichen Gebiete. Ciudad Juárez, jenseits der US-amerikanisch-mexikanischen Grenze wird ebenfalls verwüstet.[2]
- Koblenz/Deutschland: Im Hauptbahnhof von Koblenz wird in einem Regionalzug aus Köln eine Kofferbombe entdeckt. Der Hauptbahnhof wird für mehrere Stunden evakuiert und komplett abgeriegelt. Die scharfe Kofferbombe sollte unterwegs explodieren, was aber wegen handwerklichen Mängeln beim Bau der Bombe nicht geschehen ist.

### Mittwoch, 2. August 2006
- Beirut/Libanon: Israels Armee hackt das Sendesignal des der Hisbollah nahestehenden Fernsehsenders Al-Manar zur psychologischen Kriegführung. Während der Nachrichten unterbrechen die israelischen Techniker das Signal, sodass stattdessen eine 90-Sekunden-Sendung gezeigt wird, die die Moral der Hisbollah untergraben soll. Daneben setzt sich Israel auch auf das UKW-Signal mehrerer Radiosender und verschickt SMS an libanesische Handybesitzer, in denen sie mitteilt, ihr Kampf gelte der Hisbollah und nicht dem libanesischen Volk.[3]
- Muttur/Sri Lanka: Bei Kämpfen zwischen Regierungstruppen und Rebellen der LTTE (Liberation Tigers of Tamil Eelam) in Sri Lanka werden im Kämpfen um die Stadt Muttur im Nordosten des Landes mindestens 45 Menschen getötet. Bereits am Montag verloren bei den bisher schwersten Kämpfen seit dem Waffenstillstand von 2002 67 Menschen das Leben.[4]

### Donnerstag, 3. August 2006

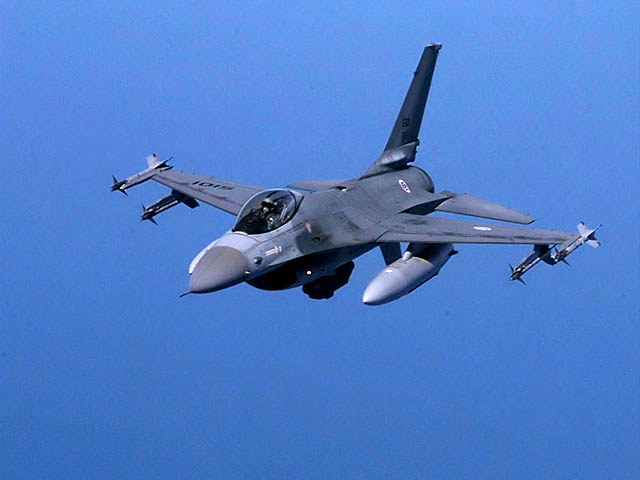
F16A

- Berlin/Deutschland: Die Landesmedienanstalten kritisieren die Pläne zur Verschlüsselung des Fernsehprogramms der Rundfunkveranstalter RTL und MTV.[5]
- Kiew/Ukraine: Die viermonatige schwere Regierungskrise in der Ukraine scheint beendet: Der Protagonist der „Orangen Revolution“, Wiktor Juschtschenko, findet mit seinem Rivalen, dem pro-russischen Wiktor Janukowytsch einen Kompromisskandidaten.[6]
- München/Deutschland: Die Sendergruppe ProSiebenSat.1 erwirbt die Rechte zur Ausstrahlung des UEFA-Pokals und des UEFA-Super-Pokals im frei empfangbaren Fernsehen und verkündet dies der Presse. Die Verträge mit der UEFA unterzeichnete man bereits am Vortag. Die drei Jahre andauernde Vereinbarung umfasst pro Jahr bis zu sechs Spiele des UEFA-Pokals jeweils ab dem Viertelfinale im Frühjahr bis zum Endspiel.[7]
- Stockholm/Schweden: Aufgrund eines schwerwiegenden Störfalls im schwedischen Kernkraftwerk Forsmark-1 werden vier der zehn Kernreaktoren des Landes abgeschaltet. Somit soll die Gelegenheit genutzt werden, die Sicherheitssysteme zu überprüfen. Kritiker der schwedischen Atompolitik, die ohnehin einen kontrollierten Abbau der Atomenergiewirtschaft planen, sehen in dem Zwischenfall in dem Werk nördlich von Stockholm einen Beinahe-GAU.[8]
- Tel Aviv/Israel: Mittels einer neu angelegten Bodenoffensive möchte Israel seine anvisierte Pufferzone im südlichen Libanon gegenüber der Hisbollah schaffen. Mit Unterstützungseinheiten marschierten die israelischen Streitkräfte bis zu sechs Kilometer in den Libanon vor. Dabei fliegt die Luftwaffe 120 Angriffe auf vermutete Hisbollah-Stellungen.[9]

### Freitag, 4. August 2006

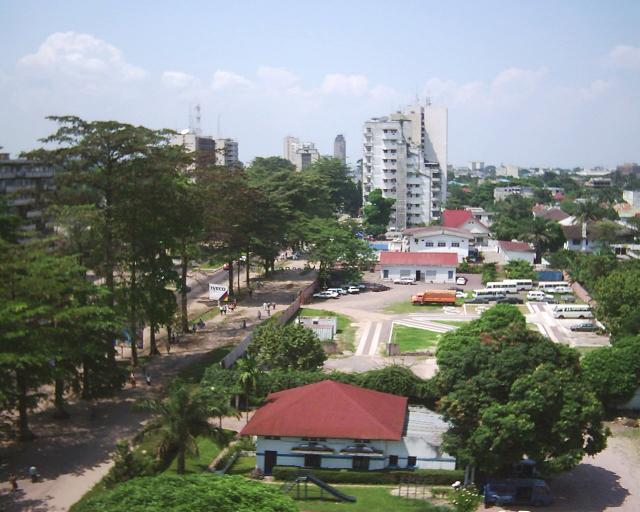
Boulevard du 30 juin in Kinshasa

- Kinshasa/DR Kongo: Nach den ersten freien Wahlen am 30. Juli seit fast 45 Jahren zählen die Wahlhelfer im Kongo die Stimmen aus. Mangels demokratischer Erfahrungen und logistischer Herausforderung ist dies nach Ansicht des Journalisten der Deutschen Welle, Alexander Göbel, der eine Auszählungszentrale in einem Ortsteil der kongolesischen Hauptstadt besucht, eine teilweise chaotisches Unterfangen. Sobald die Pick-ups die Wahlurnen abladen, ist die Polizei gefragt, da erneut Stimmenbehälter aus papp-ähnlichem Kunststoff den Wahltag nicht überstanden haben, sodass ein wüster Papierberg übrig bleibt. Dieser wird per Hand von der Ladefläche geschaufelt – immerhin unter Aufsicht. „Dafür, dass es das erste Mal war, haben wir das ganz gut gemacht. Ich finde nicht, dass man uns einen schlechten Start nachsagen kann. Aber klar, gewisse Lehren kann man aus dem Ganzen schon ziehen, um es in fünf Jahren bei der nächsten Wahl besser zu machen. Aber chaotisch ist das hier nicht,“ urteilt der kongolesischen Wahlbeobachter Mika Peri optimistisch.[10]

### Samstag, 5. August 2006

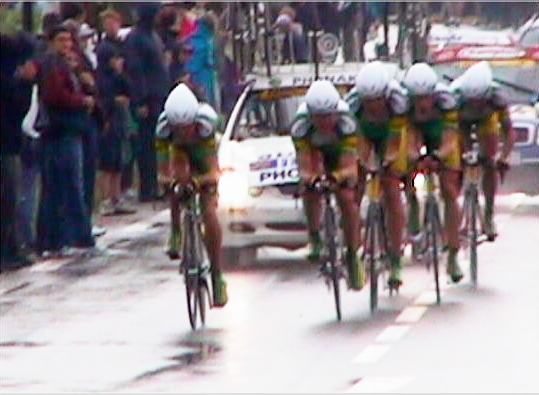
Das Phonak-Team während des Mannschaftszeitfahrens der Tour de France 2004

- Montmagny/Schweiz: Das Radsportteam Phonak Hearing Systems entlässt den Sieger der diesjährigen Auflage der Tour de France Floyd Landis aus den Vereinigten Staaten nach positiver Doping-B-Probe fristlos.[11]

### Sonntag, 6. August 2006
- Sucre/Bolivien: Die verfassungsgebende Versammlung beginnt mit ihren Sitzungen in Sucre. Ziel ist es, bis zu 6. August 2007 eine neue Verfassung zu haben. Tatsächlich wurde die Verfassung nach langem Streit erst am 9. Dezember 2007 angenommen, tritt aber noch nicht in Kraft.

### Mittwoch, 9. August 2006

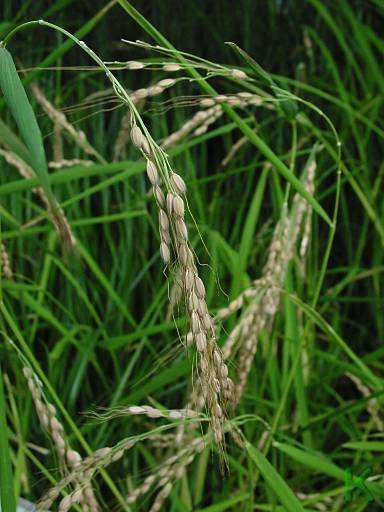
Reis-Rispe

- Davis/Vereinigte Staaten: Wissenschaftlern der University of California und des International Rice Research Institutes ist es gelungen, ein Gen zu isolieren, dass es Reispflanzen ermöglicht, zwei Wochen und damit eine Woche länger als herkömmlich vollständig unter der Wasseroberfläche zu überleben. Die Wissenschaftler hoffen, dass mittels des Gens die Reisernten weltweit besser gegen das Risiko durch Überflutungen geschützt werden können.[12]

### Donnerstag, 10. August 2006
- London/Vereinigtes Königreich: Laut Polizeiangaben vereitelte Scotland Yard mit der Festnahme von 25 Tatverdächtigen einen vermutlich großen Terroranschlag. Demnach hätten Selbstmordattentäter mehrere Flugzeuge mittels Flüssigsprengstoff zur Explosion bringen wollen.
- Wenzhou/China: Durch den Taifun „Saomai“ sterben mehr als 110 Menschen. Am stärksten wütet der Tropensturm in der Provinz Zhejiang, wo er am Donnerstag auf das Festland prallte. Nach Ansicht chinesischer Medien ist „Saomai“ der schwerste Taifun seit der Gründung der Volksrepublik China 1949.[13]

### Freitag, 11. August 2006
- New York/Vereinigte Staaten: Eine diplomatische Lösung scheint im Libanonkrieg vor dem Scheitern zu stehen. Sowohl die von Frankreich und den Vereinigten Staaten ausgehandelte UN-Resolution als auch ein von Russland eingebrachter Entwurf kommen zur Wirkung. Der Botschafter Russlands bei der UNO Tschurkin kündigt einen eigenen Text an, der eine 72-stündige Feuerpause im Libanon fordert, um humanitäre Hilfe zu ermöglichen. Diesen Vorschlag lehnt Israel ab, damit sich die Hisbollah nicht reorganisiert.[14]

### Samstag, 12. August 2006
- Shanghai/China: Die erste Wiki-Konferenz in Shanghai klammert die wirklich heiklen Themen aus. Nachdem die Wikipedia wegen politisch nicht genehmer Inhalte seit rund neun Monaten durchgängig von staatlicher Seite gesperrt ist, hatte man in der vergangenen Woche auch das chinesische e-Wiki zur Schließung gezwungen. Weiterhin zugängliche Wikis verzichten aufgrund indirekter Selbstzensur auf kontroverse Themen, beispielsweise Falun Gong.[15]

### Sonntag, 13. August 2006
- Castel Gandolfo/Italien: Papst Benedikt XVI. gibt zum ersten Mal ein Fernsehinterview gegenüber ARD, ZDF, der Deutschen Welle und Radio Vatikan. Er attestiert darin der westlichen Welt, zu der Deutschland gehöre, eine neue Welle der „drastischen Aufklärung und Laizität“, doch im selben Moment sei der „Westen“ in der Gegenwart „stark berührt von anderen Kulturen, in denen das originär Religiöse sehr stark“ sei. Anschließend legt der den Deutschen nahe, ihren Glauben an Gott zu stärken.[16]

### Montag, 14. August 2006

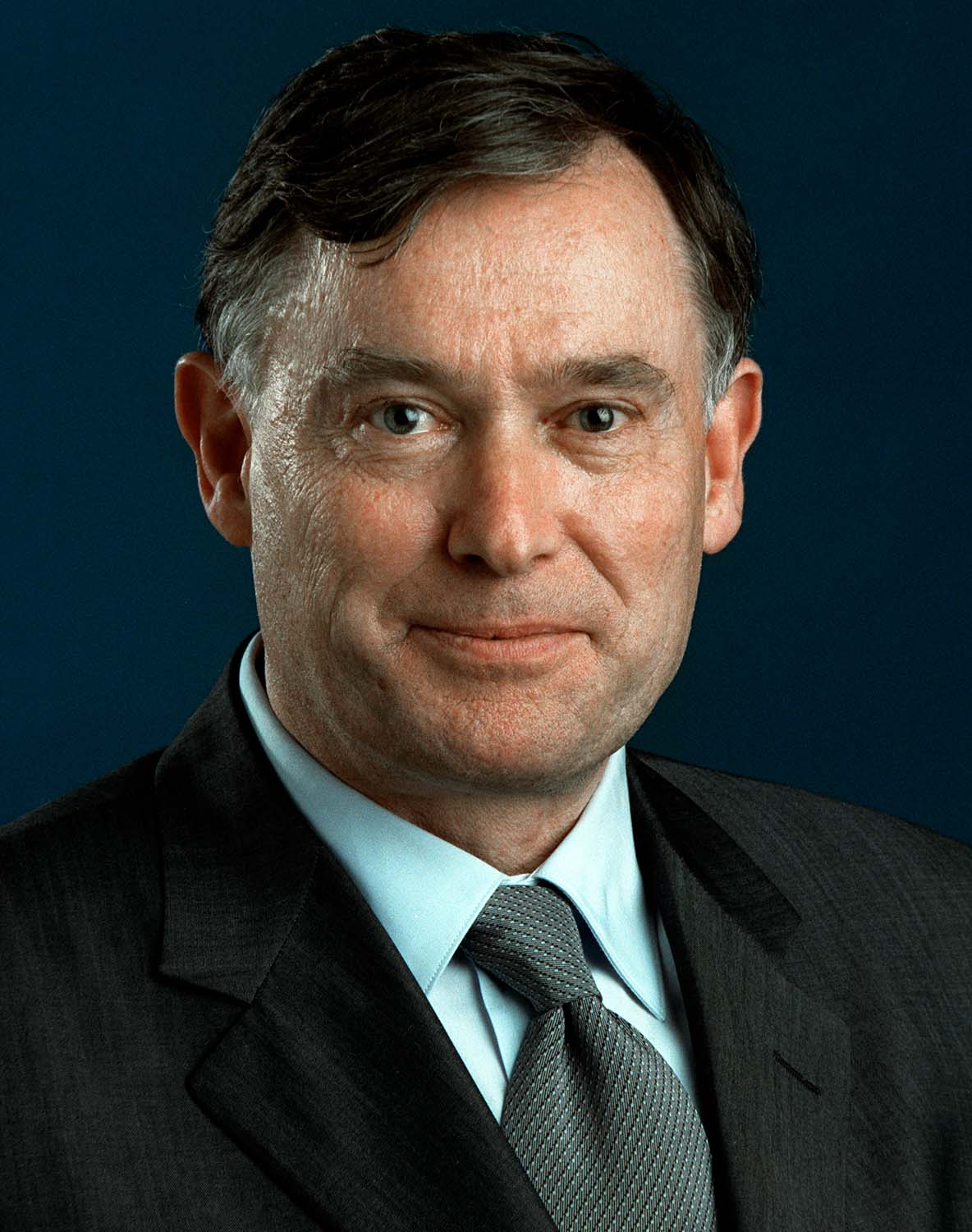
Horst Köhler

- Berlin/Deutschland: Bundespräsident Horst Köhler zeichnet die Fußballnationalmannschaft der Herren bei einem Festakt im Schloss Bellevue mit dem Silbernen Lorbeerblatt für vorbildliches Verhalten während der Fußball-Weltmeisterschaft 2006 aus und würdigt damit deren Beitrag zu einem „wunderbaren, unvergesslichen Sommer“.[17]
- Berlin/Deutschland: Die Bundesregierung möchte laut Angaben des stellvertretenden Regierungssprechers Thomas Steg frühestens in der nächsten Woche über Art und Umfang einer deutschen Beteiligung an der Durchsetzung des Friedensprozesses im Nahen Osten entscheiden.[18]
- Havanna/Kuba: Der Präsident Venezuelas Hugo Chávez besucht seinen kubanischen Kollegen, den erkrankten Fidel Castro, im Krankenhaus zu dessen 80. Geburtstag am Sonntag. Um weitere Spekulationen über dessen Gesundheitszustand einzudämmen, veröffentlicht daraufhin das Presseorgan der kubanischen Kommunistischen Partei Granma auf seiner Website Fotos der beiden Staatschefs, die zeigen, wie Chavez dem im Bett liegenden Castro gratuliert und ihm Geschenke überreicht.[19]
- Tel Aviv/Israel: Sowohl die israelische Armee als auch die libanesische Hisbollah-Miliz halten sich bisher an die seit 7:00 Uhr vereinbarte Waffenruhe. Diese ist Teil einer Resolution des Weltsicherheitsrats. Darin ist u. a. vorgesehen, dass je 15.000 libanesische und internationale Soldaten anstatt der Israelis und der Hisbollah in den Südlibanon einrücken.

### Dienstag, 15. August 2006

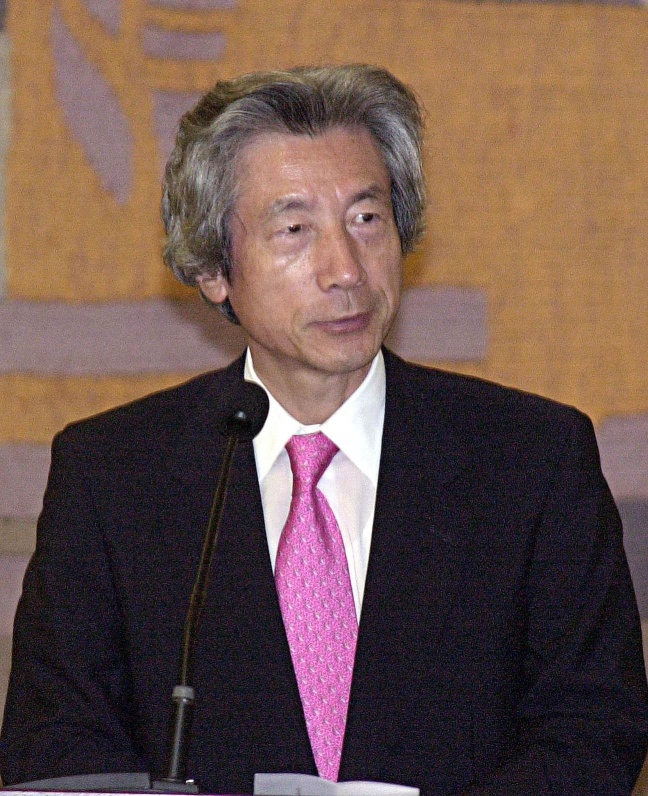
Jun'ichirō Koizumi

- Chiyoda/Japan: Der japanische Premierminister Jun’ichirō Koizumi besucht am Jahrestag der japanischen Kapitulation im Zweiten Weltkrieg 1945 den Yasukuni-Schrein, obwohl dort auch Kriegsverbrecher verehrt werden. Die Regierungen Südkoreas und der Volksrepublik China protestieren.[20]
- Düsseldorf/Deutschland: Bei den Tarifverhandlungen zwischen der Ärzteschaft und den Kliniken der Kommunen wächst die Hoffnung auf baldige Einigung. Auch der Sprecher des Marburger Bundes, Athanasios Drougias, erklärt nach 20-stündigen Sitzungsmarathon: „Beide Seiten haben den deutlichen Willen, es zu einem Abschluss zu bringen“.[21]
- Mexiko-Stadt/Mexiko: In der mexikanischen Hauptstadt kommt es zu gewaltsamen Auseinandersetzungen zwischen den Anhängern des Wahlverlierers Andrés Manuel López Obrador und der Polizei, bei denen Schlagstöcke und Tränengas eingesetzt werden.[22]

### Mittwoch, 16. August 2006

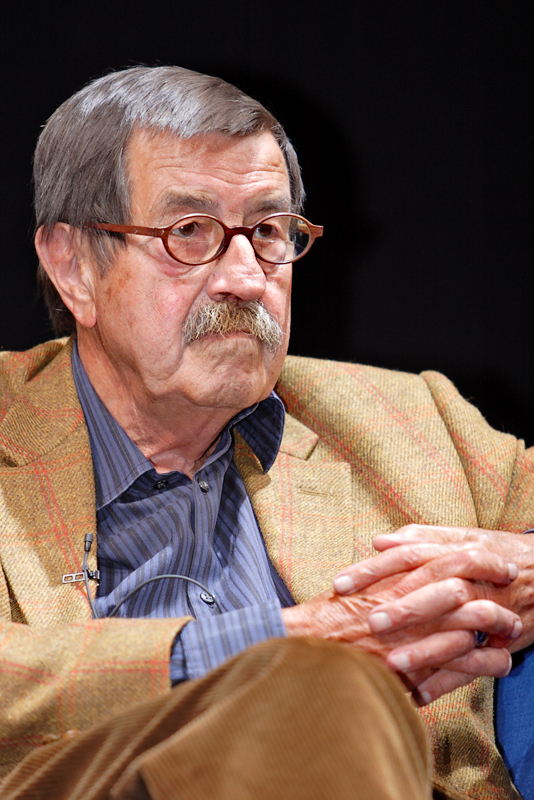
Günter Grass

- Frankfurt am Main/Deutschland: Das hessische Sozialgericht untersagt der AOK des Bundeslandes, in Zukunft Werbung für Versandapotheken wie DocMorris zu schalten. Demnach ist es unzulässig, Versicherten beispielsweise über Callcenter oder Mitgliederpublikationen die Empfehlung auszusprechen, Medikamente zwecks Kostenersparnis bei Versandapotheken zu ordern.[23][24]
- Frankfurt am Main/Deutschland: Der deutsche Historiker Hans Mommsen nimmt Günter Grass in einem Interview mit der Frankfurter Rundschau gegenüber den jüngsten Anfeindungen in Schutz. Weil die Rekrutierung zur Waffen-SS im Spätsommer 1944 durchaus verbreitet gewesen sei, sei die öffentliche Erregung über Grass „unangebracht“; so verkenne das sich anbahnende „Spießrutenlaufen“, dass dem damals 17-Jährigen die formelle Zugehörigkeit zur Waffen-SS schwerlich zum Vorwurf zu machen sei und Grass sehr wohl ein Recht auf persönliche Bewältigung gehabt habe.[25]

### Donnerstag, 17. August 2006

Logo von Air Berlin

- Berlin/Deutschland: Die zweitgrößte deutsche Fluggesellschaft Air Berlin übernimmt Konkurrent dba für einen nicht präzise benannten Betrag. Während das Unternehmen von einem „mittleren zweistelligen Millionenbereich“ spricht, geht die Zeitschrift Focus von 120 Millionen Euro aus.[26]
- Hallein/Österreich: In Hallein bei Salzburg endet ein Konflikt zwischen tschetschenischen Asylwerbern und Dagestanern mit dem Tod eines Tschetschenen.[27]
- Kalifornien/Vereinigte Staaten, Mexiko: Die US-Küstenwache verhaftet Javier Arellano-Felix, Drogenbaron des berüchtigten Tijuana-Kartells, sowie zehn weitere Personen in den internationalen Gewässern vor der Küste Kaliforniens.[28]

### Freitag, 18. August 2006
- Raleigh/Vereinigte Staaten: Im US-Bundesstaat North Carolina wird voraussichtlich für lange Zeit der letzte zum Tod Verurteilte hingerichtet, da die Verhältnismäßigkeit dieser Strafform zur Zeit geprüft wird, wobei der generelle Verzicht auf die Todesstrafe starke Befürwortung erfährt.[29]
- Toronto/Kanada: Nach einer auf der Weltaidskonferenz in Toronto präsentierten Untersuchung der Weltgesundheitsorganisation WHO in Südafrika kann eine Beschneidung das Risiko einer HIV-Infektion um 60 Prozent senken. „Aber selbst wenn zur Beschneidung gute neue Daten kommen, ist es wichtig zu sagen, dass das kein kompletter Schutz ist“, gibt Kevin De Cock, Direktor der WHO-Abteilung für HIV/Aids, zu bedenken. Eine Beschneidung müsse auch immer von zusätzlichem Schutz, z. B. von Kondomen, begleitet werden.[30]
- Wien/Österreich: Die vor einigen Tagen entbrannte Diskussion um den von der Opposition behaupteten „Pflegenotstand“ eskaliert. Die vermutlich 40.000 illegal arbeitenden Pflegepersonen aus den östlichen EU-Beitrittsländern sollen laut Bundeskanzler Schüssel nicht „kriminalisiert“ werden, denn ohne sie wäre die Altenpflege für viele unfinanzierbar. Kritiker stimmendem zwar zu, halten aber diese verordnete Vorgangsweise für fragwürdig und bevorzugen eine gesetzliche Regelung. Über deren Art gehen die Meinungen weit auseinander. Journalisten finden heraus, dass selbst Schüssels Schwiegermutter zeitweilig von einer nicht angemeldeten Hilfskraft gepflegt wurde.[31]
- Wiesbaden/Deutschland: Das Bundeskriminalamt hält einen terroristischen Hintergrund bei den beiden Kofferbomben in Nahverkehrszügen nach Dortmund und Koblenz für möglich. Hierbei seien arabische Schriftzeichen, Indizien und Telefonnummern aus dem Libanon entdeckt worden. Beide Sprengsätze hätten gleichzeitig zehn Minuten vor Erreichen der Endstationen detonieren sollen und seien ungefähr von der Stärke der U-Bahn-Bomben in London gewesen. BKA-Präsident Jörg Ziercke macht bereits erste Hinweise darauf, dass man aufgrund von Videoaufnahmen vom Kölner Hauptbahnhof die Identität des einen Täters, der mit einem Michael-Ballack-Trikot bekleidet war, ermitteln konnte.[32]

### Samstag, 19. August 2006

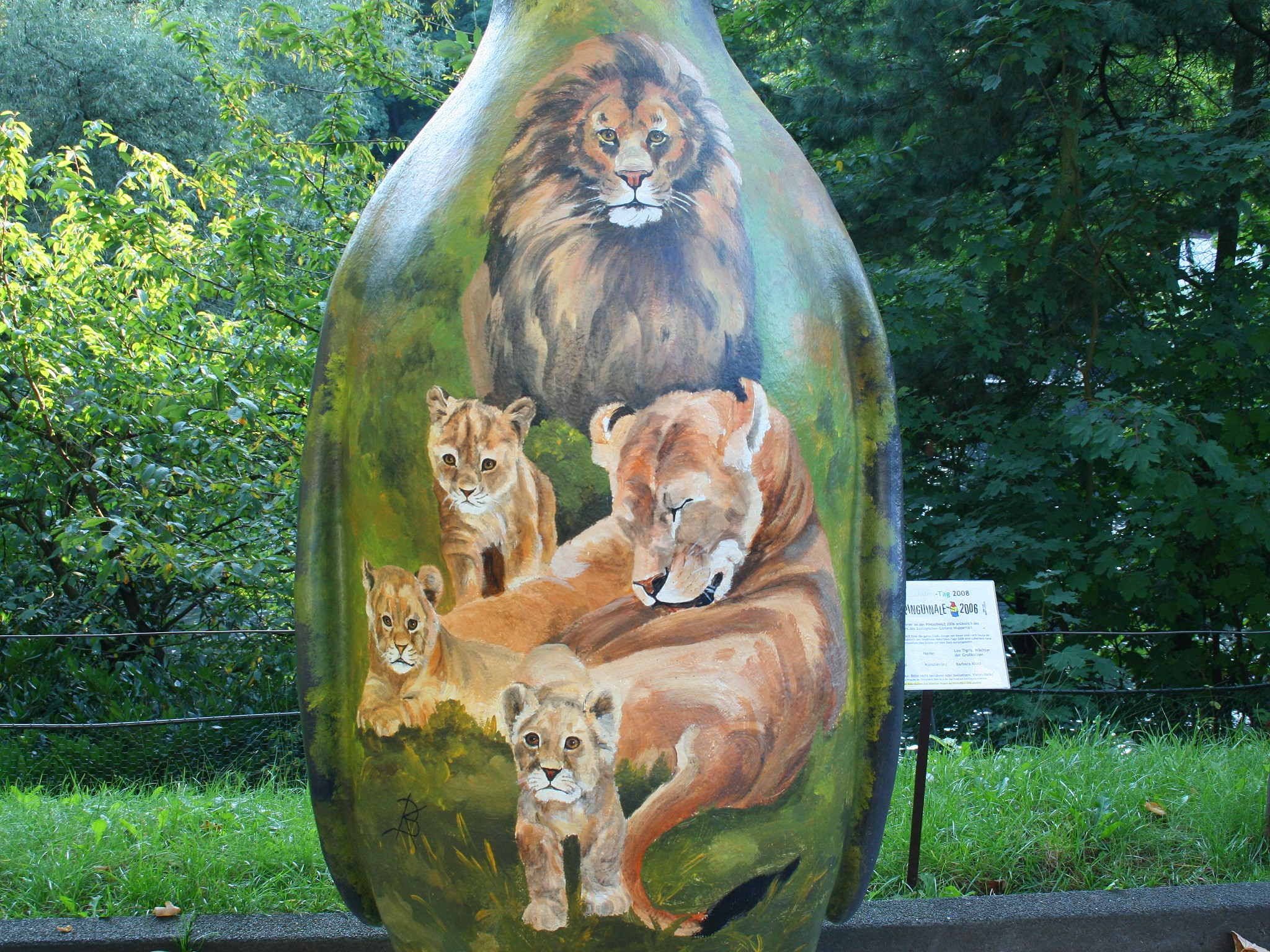
Kunst in Wuppertal

- Hamburg/Deutschland: Die zweifache Kindsmörderin Monika Böttcher, deren Prozess jahrelang für Aufsehen sorgte, wird nach insgesamt 16 Jahren aus der Haft entlassen.[33]
- Kiel/Deutschland: In Kiel wird einer der beiden Verdächtigen, die im Juli Kofferbomben in Regionalzüge deponiert hatten, aufgrund von DNA-Spuren und weiteren Indizien festgenommen.
- Wuppertal/Deutschland: Mit der so genannten „Pinguinale“ wird das 125-jährige Bestehen des Wuppertaler Zoos gefeiert. Trotz wechselhaften Wetters verfolgen rund 20.000 Besucher das Programm.[34]

### Sonntag, 20. August 2006
- Bagdad/Irak: Heckenschützen richten in der irakischen Hauptstadt unter schiitischen Pilgern ein Blutbad an. Nach Angaben der Regierung werden dabei rund 20 Menschen getötet, mehr als 300 Personen verletzt. Während des Pilgerfests mit hunderttausenden Teilnehmern schießen die Attentäter in verschiedenen Stadtteilen von Gebäudedächern oder aus Ruinen heraus auf die Gläubigen. Den Sicherheitskräften gelingt es vier der Terroristen zu töten.[35]
- Düsseldorf, München/Deutschland: Die Aktionäre kritisieren das Management der Deutschen Telekom aufgrund der Gewinnwarnung von Anfang August und der fortgesetzten Machtkämpfe innerhalb des Vorstands. Der Vorstandsvorsitzende Kai-Uwe Ricke muss laut Focus das Unterlassen seiner Vertragsverlängerung befürchten. Da auch der Bund als Anteilseigner von insgesamt ca. 31 % der Anteile alles andere als glücklich ist, müssen auch Walter Raizner und Lothar Pauly um ihre Posten bangen.[36]

### Montag, 21. August 2006

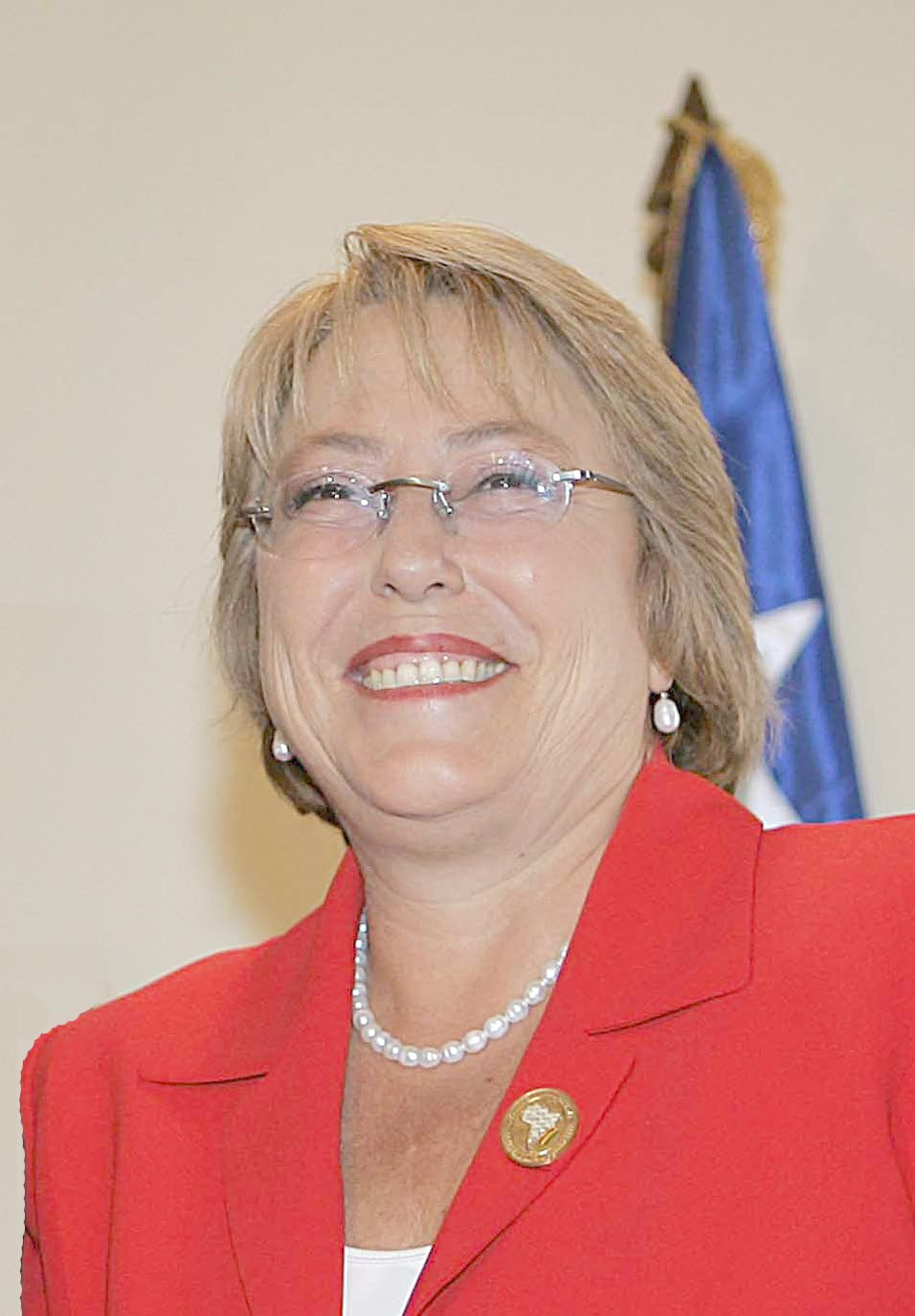
Michelle Bachelet

- Ärmelkanal: Wegen eines Feuers auf einem Frachtzug muss der Eurotunnel für einige Stunden gesperrt werden. Der Zug befand sich 12 km von Folkestone im Vereinigten Königreich entfernt, als sich der Brand entfachte. Gefahr für Leib und Leben habe nicht bestanden, so ein Sprecher der Betreibergesellschaft.[37]
- Berlin/Deutschland: Bundeskanzlerin Angela Merkel hält trotz starker Kritik an der für 2007 geplanten Erhöhung der Mehrwertsteuer fest: Die prognostizierten Mehreinnahmen seien schließlich schon in die Planung des nächsten Haushaltes einberechnet worden.
- Chalkidiki/Griechenland: Auf der nordgriechischen Halbinsel Chalkidiki gerät ein Waldbrand außer Kontrolle. Ein deutscher Tourist, der sich auf einem Boot in Sicherheit bringen will, ertrinkt.[38][39]
- Chile, China: Chiles Staatspräsidentin Michelle Bachelet unterzeichnet die Staatserklärung zur vereinbarten Handels- und Zollunion mit China. Das Abkommen ist das erste, das China in dieser Art mit dem Ausland abschließt, und tritt im Oktober in Kraft. Es reduziert die Zollauflagen auf chilenische Exporte um 92 % bzw. bei jenen Chinas um 50 % (bis 2001 um 71 %). China ist Chiles zweitwichtigster Handelspartner nach den USA, weil der Warenaustausch seit 1996 um 704 % zunahm. 2005 machte er 4,3 Milliarden US-Dollar aus. China importierte Güter um 2,5 Mrd.$ aus Chile, das nun seinen Markt v. a. für chinesische Autos, Computer und Mobiltelefone öffnet.[40]
- Karlsruhe/Deutschland: Nach der Festnahme des 21-jährigen libanesischen Mechatronik-Studenten Youssef Mohamad E. H. am Samstagmorgen im Kieler Hauptbahnhof erlässt der Ermittlungsrichter des Bundesgerichtshofes den Haftbefehl.[41]
- Oslo/Norwegen: Nach unbestätigten Angaben der Zeitung „Dagbladet“ bietet ein norwegischer Krimineller der Polizei die Rückgabe der am 22. August 2004 aus dem Munch-Museum gestohlenen prominenten Bilder „Der Schrei“ und „Madonna“ von Edvard Munch an. Offenbar möchte der wegen eines großen Banküberfalls in Stavanger zu 19 Jahren Haft verurteilte David Toska so eine Haftverkürzung im Berufungsverfahren erwirken. Beim Banküberfall, den Toska organisierte, hatten die Diebe 7 Mio. € erbeutet und auf der Flucht einen Polizisten erschossen. Die Polizei nimmt an, dass der Bilderraub ein Ablenkungsmanöver war.[42]
- Qalyub/Ägypten: Bei einem Zugunglück nördlich von Kairo fährt ein Personenzug auf einen weiteren Personenzug auf, dabei verlieren mindestens 57 Menschen ihr Leben.[43]

### Dienstag, 22. August 2006

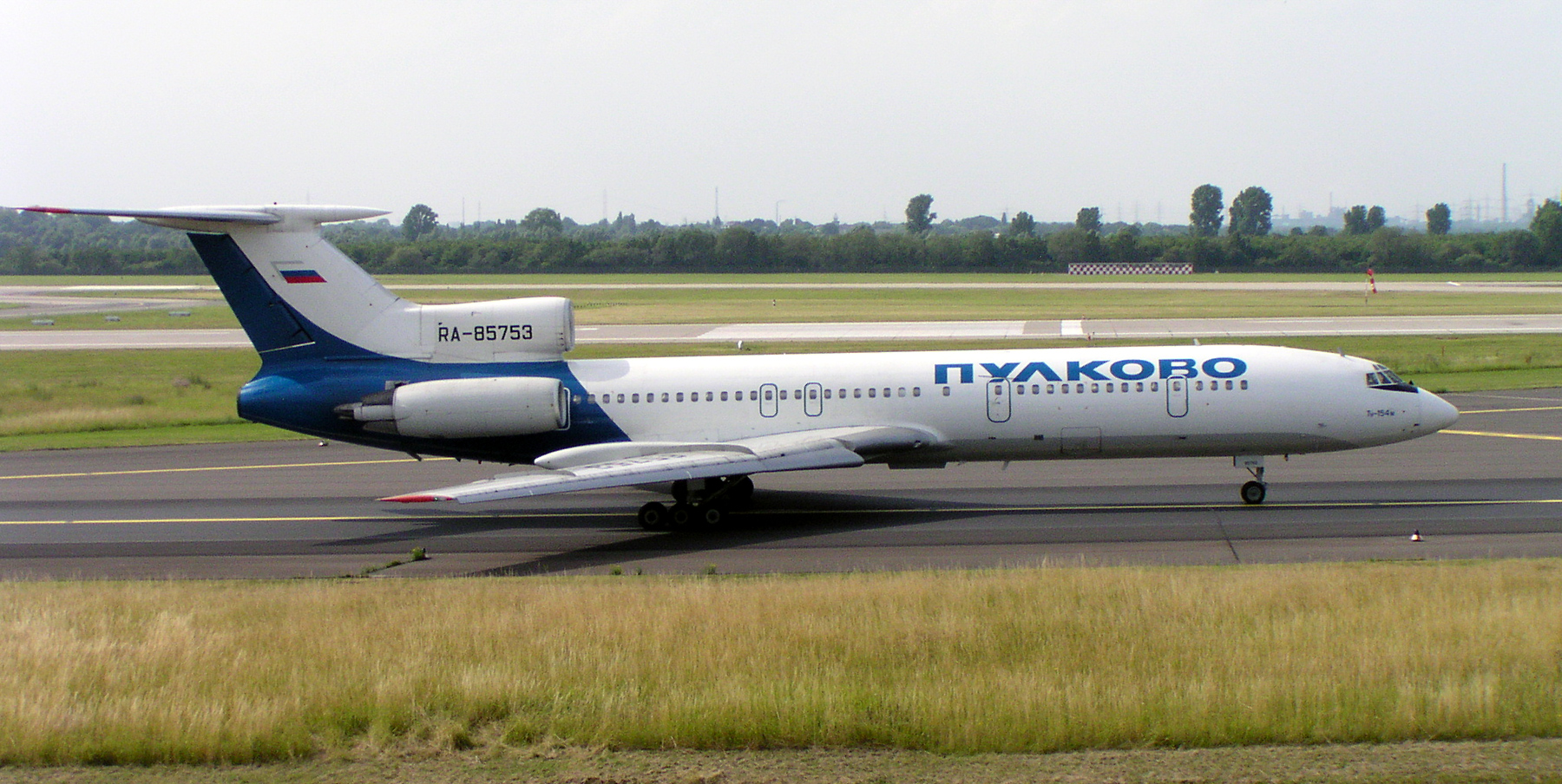
Tu-154 der Pulkovo Airlines

- Berlin/Deutschland: Nach dem Scheitern der Tarifverhandlungen bei der Deutschen Bahn erklärt die Seite der Arbeitnehmer (Transnet und GDBA) den ehemaligen Bundeskanzler Gerhard Schröder (SPD) zu ihrem Schlichter.[44]
- Göteborg/Schweden: Die im Zuge der Leichtathletik-Europameisterschaften 2006 in Göteborg in der Nähe eines Hotels im Müll gefundenen Medikamente haben sich bei Laboranalysen als „überwiegend harmlos“ erwiesen. Mit Ausnahme des von den Leichtathletik-Verbänden als Doping eingestuften Präparates Aktovegin waren alle untersuchten Arzneimittel sowohl gesetzlich in Schweden wie verbandsintern zugelassen. Weil Aktovegin zur Beschleunigung des Säuretransports generell in Schweden erlaubt ist, nahm Polizei von weiteren Ermittlungen Abstand.[45]
- Pjöngjang/Nordkorea: Wegen eines gemeinsamen Militärmanövers von Südkorea und den USA erklärt Nordkorea das Waffenstillstandsabkommen für „null und nichtig“ und droht seinerseits mit einem „Präventivschlag zur Selbstverteidigung“.[46]
- Sankt Petersburg/Russland: im Osten der Ukraine stürzt ein russisches Passagierflugzeug vom Typ Tupolew Tu-154 der Pulkowo Airlines ab. Nach Angaben der Behörden, die einen Terroranschlag ausschließen, kommen 170 Menschen ums Leben.[47]
- Stockholm/Schweden: Das schwedische Staatsfernsehen strahlt die Nachrichten aus, während im Hintergrund der Monitorfläche ein Pornofilm zu sehen ist. Reaktionen der Zuschauer bleiben aus. Die Panne entstand, als TV-Mitarbeiter auf einem Bildschirm die Sportübertragung eines Kabelkanals eingeschaltet hatten, der in der Nacht Pornofilme sendet, und dabei vergaßen, rechtzeitig umzuschalten.[48]

### Mittwoch, 23. August 2006
- Frankfurt am Main/Deutschland: Der Energiehandel (VEH) rechnet mit Hamsterkäufen im Herbst wegen der 2007 bevorstehenden Umsatzsteuererhöhung. Die hohe Nachfrage bedinge auch das Anziehen der Preise.[49]
- Los Angeles/Vereinigte Staaten: Der 100-m-Olympiasieger Justin Gatlin wird wegen Dopings mit Testosteron für acht Jahre gesperrt. Aufgrund seiner Kooperation, der Sprinter gab seinen Weltrekord ab und gestand seine Schuld ein, entgeht er einer lebenslangen Sperre und hofft auf eine kommende Verkürzung derselben.[50]
- Strasshof/Österreich: Die vor acht Jahren am Schulweg entführte und seither verschollene Natascha Kampusch wird in Niederösterreich lebend gefunden. Das Mädchen war vom Entführer seit März 1998 in einem Keller in Strasshof festgehalten worden und konnte in einen Garten fliehen. Der Entführer nahm sich das Leben, als er von der polizeilichen Razzia erfuhr. Bei einer ersten Gegenüberstellung mit Verwandten identifizieren diese die nun 18-Jährige.[51]

### Donnerstag, 24. August 2006

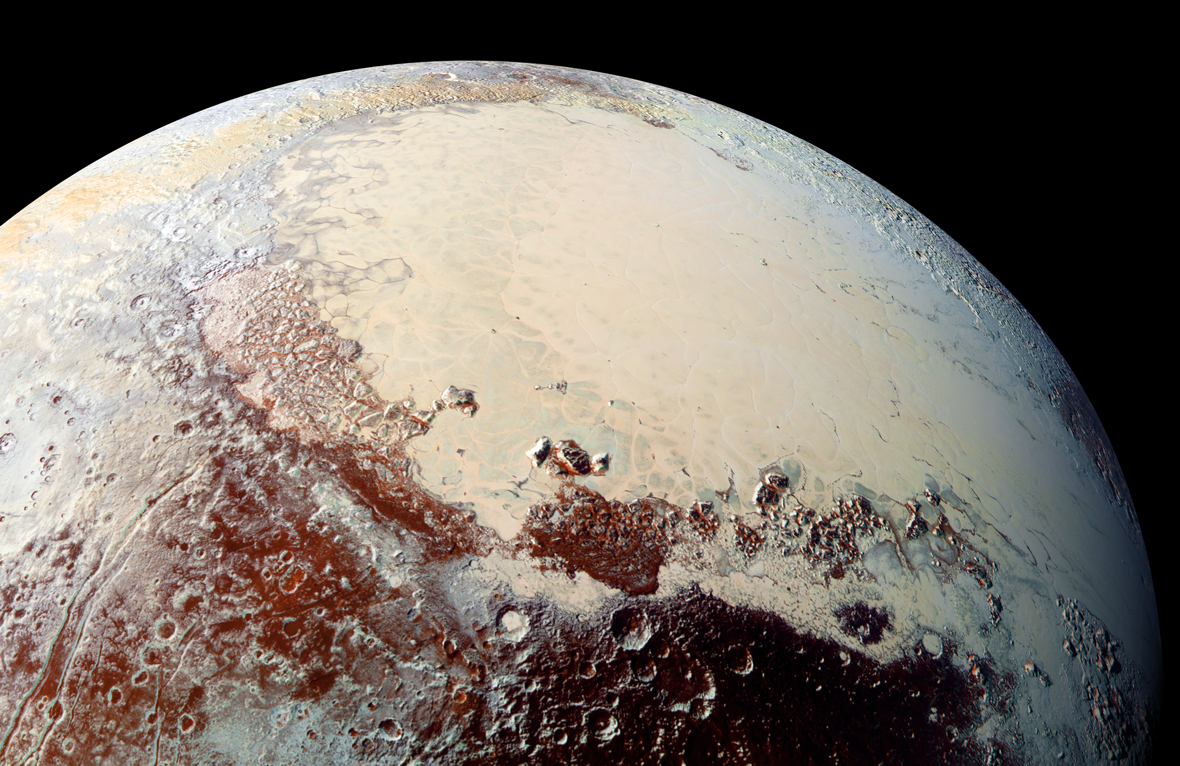
Transneptunisches Objekt Pluto

- Brüssel/Belgien: Zur Verbesserung der Grenzkontrollen stellt die Europäische Union dem nordafrikanischen Land Marokko 67 Millionen Euro zur Verfügung, da es ein wichtiges Transitland für Migranten mit dem Ziel Europa ist.
- München/Deutschland: In einem neuen Korruptions-Skandal werden Mitarbeiter des niederländischen Haushaltsgeräte-Herstellers Philips beschuldigt, rund 100 Mitarbeiter von Media Markt und Saturn mit Sachleistungen bestochen zu haben.[52]
- Prag/Tschechische Republik: Die Internationale Astronomische Union erkennt dem bisher äußersten Planeten Pluto den Planetenstatus ab und ordnet ihn stattdessen der neu geschaffenen Klasse der Zwergplaneten zu. Damit zählt das Sonnensystem nur noch acht Planeten (Merkur, Venus, Erde, Mars, Jupiter, Saturn, Uranus und Neptun).[53]
- Tripoli/Libanon: Der zweite mutmaßliche Kofferbomber Jihad D. kann den Fahndungsdruck nicht aushalten und stellt sich den libanesischen Behörden, die ihn deutschen Ermittlungsbeamten zum Verhör übergeben werden.

### Freitag, 25. August 2006

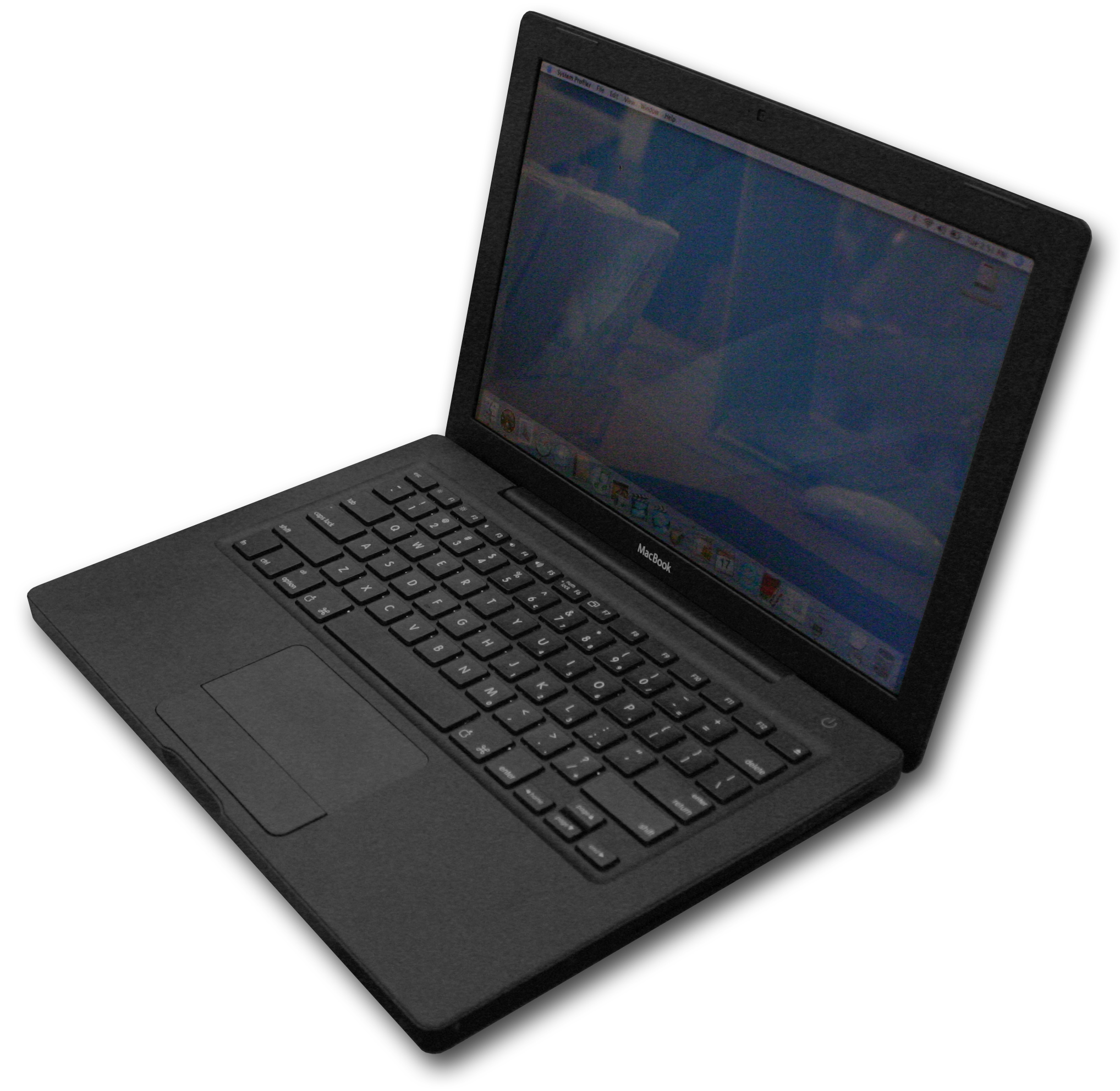
MacBook

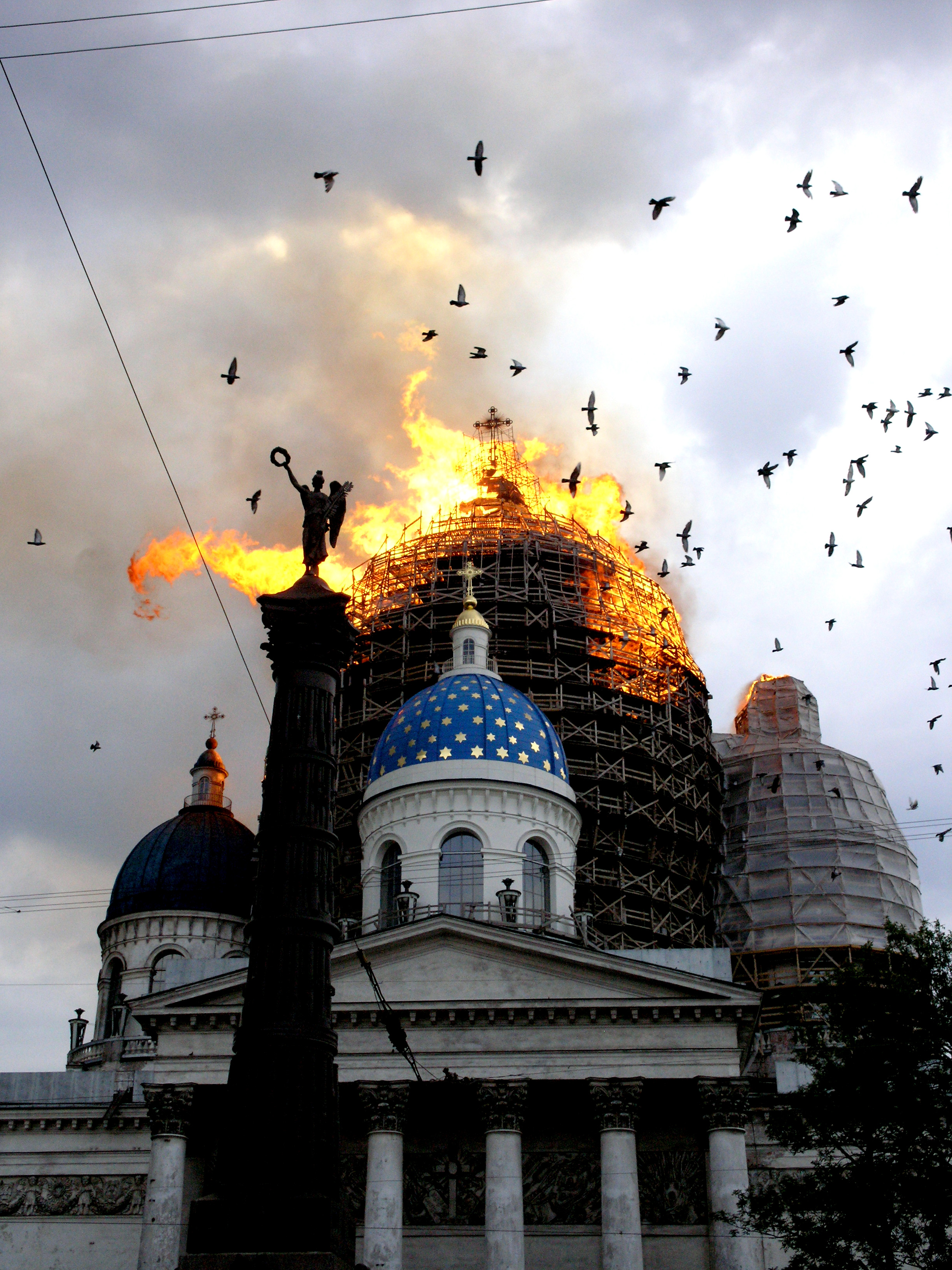
Dreifaltigkeitskathedrale in St. Petersburg in Flaamen

- Berlin/Deutschland: In Berlin wird das Dokumentationszentrum NS-Zwangsarbeit eröffnet.[54]
- Brüssel/Belgien: Die EU-Außenminister beraten mit UNO-Generalsekretär Kofi Annan, wer die Libanon-Friedenstruppe führen soll. Angeboten haben sich Italien (bis zu 3000 Soldaten) und jüngst auch Frankreich, das seine ursprünglich nur 200 Mann auf 1.600 aufstocken will. Die UNO erachtet insgesamt 10.000 Soldaten für notwendig.
- Cupertino/Vereinigte Staaten: Die Computerfirma Apple ruft 1,8 Millionen Notebooks zurück, da sich ein Gerät durch fehlerhafte Akkus entzündete. Weil auch Dell vor drei Wochen 4,1 Millionen Akkus in Laptops austauschen ließ, wird das Problem für den ursprünglichen Hersteller Sony zur ernsthaften Belastung.[55]
- Hamburg/Deutschland: Der nach den Terroranschlägen am 11. September 2001 in den USA in Pakistan festgenommene Murat Kurnaz wird nach fünf Jahren aus dem US-Gefangenenlager Guantanamo freigelassen und ist nun wieder in Deutschland.[56]
- Rivers/Nigeria: Im ölreichen Niger-Delta werden erneut drei Ausländer entführt, unter ihnen ein Italiener. Laut ANSA verschleppen bewaffnete Angreifer in Port Harcourt drei Mitarbeiter der italienischen Firma Saipem, einer Tochterfirma der Erdölgruppe ENI. Ein Wachsoldat wird dabei getötet.[57]
- Sankt Petersburg/Russland: Ein Feuer in der Dreifaltigkeitskathedrale führt zum Einsturz ihrer hölzernen Hauptkuppel und einer Nebenkuppel.[58]

### Sonntag, 27. August 2006
- Eton/Vereinigtes Königreich: Der Deutschland-Achter der Ruderer gewinnt erstmals nach elf Jahren wieder den Weltmeistertitel gegen Italien und Titelverteidiger USA.[59]
- Lexington/Vereinigte Staaten: Bei einem Flugunfall im US-Bundesstaat Kentucky kommen 49 Menschen ums Leben. Die Maschine vom Typ CRJ-100 der Comair, einer Tochtergesellschaft der Delta Airlines, stürzt auf dem Flug 5191 nach dem Start in ein Waldstück und brennt aus. Nach ersten Erkenntnissen starteten die Piloten von der falschen Startbahn, die für ihren Flugzeugtyp 900 m zu kurz war.[60]
- Los Angeles/Vereinigte Staaten: Bei der 58. Verleihung des Fernsehpreises Emmy wird u. a. Kiefer Sutherland ausgezeichnet.[61]
- Nordrhein-Westfalen/Deutschland: Bei schweren Unwettern werden durch Blitzeinschläge 30 Menschen zum Teil schwer verletzt. Bei einem Flugtag in Hangelar bei Bonn werden 24 Menschen schwer, drei davon lebensgefährlich verletzt. Zwei Personen müssen wiederbelebt werden, ein Mann stirbt. In Gelsenkirchen schlägt der Blitz als Kugelblitz über den „Umweg“ eines Flutlichtmasts in einen Baum, unter dem sich zahlreiche Besucher eines Kreisklasse-Fußballspiels geflüchtet hatten, und verletzt fünf Personen. Auch hier muss eine Person wiederbelebt werden.[62]

### Montag, 28. August 2006
- Izmir/Türkei: Bei Bombenanschlägen auf mehrere türkische Touristenorte (Antalya, Marmaris) durch Terroraktionen einer Splittergruppe der PKK, der „Freiheitsfalken Kurdistans“ werden drei Menschen getötet. Der türkischen Polizei gelingt am Abend die Vereitelung eines weiteren Anschlags in Izmir.[63]
- Los Angeles/Vereinigte Staaten: Bei der Verleihung der 58. Emmy Awards werden u. a. die Actionserie 24 und die Comedyserie The Office als beste Serien ausgezeichnet.[64]
- Rajasthan/Indien: In dem Bundesstaat Rajasthan im indischen Osten kommen 47 Menschen beim Einsturz eines Wassertanks während eines Dorffestes ums Leben.[65]
- Uganda: In Uganda vereinbaren die Regierung und die Rebellengruppe Lord’s Resistance Army eine Waffenruhe. Der Konflikt forderte in den letzten 20 Jahren tausende Opfer.[66]
- Wuppertal/Deutschland: Bei einer angemeldeten Demonstration des Kurdischen Zentrums aus Bonn zur Propagandierung eines freien Kurdistans im Wuppertaler Stadtteil Vohwinkel kommt es am frühen Abend auf der Stackenberger Straße zu einer Schlägerei zwischen einem türkischen Anwohner und einigen Demonstranten. Der Anwohner musste mit mehreren leichten Verletzungen ins Krankenhaus eingeliefert werden, die Polizei registrierte die Personalien aller Beteiligten.

### Dienstag, 29. August 2006
- Belgien, Deutschland, Frankreich: Die von den Bauern bei Rindern und Schafen gefürchtete Blauzungenkrankheit, die seit einer Woche auch in Deutschland grassiert, hat nunmehr 38 Höfe im Umfeld von Aachen befallen. Ganz Belgien, wo die Seuche ihren Ausgang nahm, sowie Teile Frankreichs und die Umgebung Aachens wurden zum Sperrgebiet erklärt. Neben Nordrhein-Westfalen haben das Saarland und Rheinland-Pfalz Sperrzonen eingerichtet. Für Menschen ist die Krankheit nach bisherigen Erkenntnissen ungefährlich.[67]
- Bethesda/Vereinigte Staaten: Der Rüstungs- und Technologiekonzern Lockheed Martin wird von der Weltraumorganisation NASA mit dem Bau der nächsten Generation bemannter Raumschiffe mit dem Namen Orion beauftragt.[68][69]
- Haiti: Der erste Hurrikan der diesjährigen Saison mit Namen „Ernesto“ hinterlässt in Haiti Verwüstungen und ein Todesopfer. In Kuba treffen die Behörden Vorsichtsmaßnahmen. Aufgrund des nahenden Sturms ruft der Gouverneur des US-Bundesstaates Florida, Jeb Bush, den Notstandaus. Evakuierungen und eine weitere Verzögerung des Starts der US-Raumfähre Atlantis sind die Folge.[70]
- Johannesburg/Südafrika: Südafrika wird voraussichtlich eine Förderung von 11 Millionen $ von der Global Environment Facility (GEF) erhalten, um die Infrastruktur, das Transportwesen und das Müllmanagement für die Fußball-Weltmeisterschaft 2010 zu verbessern.[71]
- London/Vereinigtes Königreich: Im Zentrum der britischen Hauptstadt London bricht am Nachmittag in einem dreistöckigen Nebengebäude der Königlichen Kunstakademie ein Feuer aus, das von der Feuerwehr erst in den Abendstunden unter Kontrolle gebracht wird. Vorsorglich evakuiert man die umliegenden Gebäude. Der Brand findet seinen Ursprung in den oberen Ausstellungsräumen, die zur Zeit renoviert werden. Die in der eigentlichen Royal Academy befindliche Ausstellung zu den Modellen des italienischen Malers Amedeo Modigliani ist nicht betroffen. Infolge der Absperrungsmaßnahmen bricht rund um das touristische Zentrum und des Piccadilly Circus ein mehrstündiges Verkehrschaos aus.[72]
- Mexiko-Stadt/Mexiko: In Mexiko hat das Wahlgericht zahlreiche Beschwerden gegen das Ergebnis der Präsidentschaftswahl abgelehnt.[73]
- Passau/Deutschland: Hessens Ministerpräsident Roland Koch möchte die Finanzüberschüsse aus der Bundesagentur für Arbeit teilweise in ein bundesweites Ausbildungsprogramm stecken. Mit dem von ihm vorgeschlagenen 600 Millionen Euro könnte man rund 50.000 Auszubildenden eine Lehre finanzieren.[74]
- Sydney/Australien: Gary Neiwand, australischer Radfahr-Olympiamedaillengewinner (zweimal Silber und Bronze, 1988–2000) wird wegen Belästigung seiner Ex-Freundin Amanda Lamont, deren Mutter, Chef und dessen Angestellten, sowie wegen Diebstahls zu 18 Monaten Gefängnis verurteilt. Der vorsitzende Richter Ian Gray bescheinigt Neiwand dennoch offenkundige Depressionsstörungen nach dem Ende seiner sportlichen Karriere, die jedoch dessen Stalking mit zum Teil gestohlenen Handys nicht entschuldigen könnten.
- Wuppertal/Deutschland: Der 36-jährige Remscheider Narkosearzt Dino E. des Helios-Klinikums Barmen gesteht, in seiner Funktion als Ausbildungsleiter für den Bereich Rettungswesen vier zum Teil minderjährige männliche Schutzbefohlene betäubt und missbraucht zu haben.

### Mittwoch, 30. August 2006
- Bagdad, Hilla/Irak: Bei Bombenanschlägen im Irak sterben bei Anschlägen auf einen Großmarkt und ein Rekrutierungsbüro rund 40 Menschen. Allein 24 Opfer werden getötet, als auf einem belebten Großmarkt im Zentrum Bagdads eine Bombe explodiert. 35 Verletzte sind nach Polizeiangaben zu beklagen. Im benachbarten Stadtteil Karrada tötet zeitnah eine Bombe zwei Menschen und verwundet 21 Personen. In der Stadt Hilla, etwa 100 Kilometer südlich von Bagdad, kommen bei einem Anschlag vor einem Rekrutierungsbüro der Armee zwölf Menschen ums Leben. 38 Verletzte sind zu beklagen. Hier war der Sprengsatz an einem abgestellten Fahrrad montiert worden. Hilla ist überwiegend von schiitischen Moslems bewohnt. Damit endet eine vorübergehende Ruhephase im Umfeld der irakischen Hauptstadt.[75]
- Cupertino/Vereinigte Staaten: Der Chef von Google, Eric Schmidt, wird in den Verwaltungsrat des Computerherstellers Apple gewählt. Damit entsteht eine enge Verflechtung zwischen denjenigen Konzernen, die Microsoft als gemeinsamen Hauptkonkurrenten ansehen.[76]
- Florida Keys/Vereinigte Staaten: Der auf die US-amerikanische Küste treffende Wirbelsturm Ernesto verliert entgegen den Erwartungen der Meteorologen an Kraft. Bei Spitzengeschwindigkeiten von vergleichsweise geringen 72 km/h beschert er Florida lediglich ergiebigen Dauerregen. Aufgrund der Wetterbesserung erwägt die NASA nun doch wieder eine Wiederaufnahme des Startprocederes der Atlantis bis spätestens zum 7. September und lässt das Space Shuttle samt Startrampe wieder zum Startpunkt aus dem Hangar rollen.
- Moskau/Russland: In Russland wird bekannt, dass die Firmen Rusal und Sual zum weltweit größten Aluminium-Hersteller fusionieren werden.[77]
- Sydney/Australien: Das New South Wales Register of Medical Practitioners entzieht der Ärztin Suman Sood die Approbation. Es sei erwiesen, dass Sood illegale Abtreibungen vornahm, u. a. an einer im fünften Monat schwangeren 20-Jährigen.

### Donnerstag, 31. August 2006

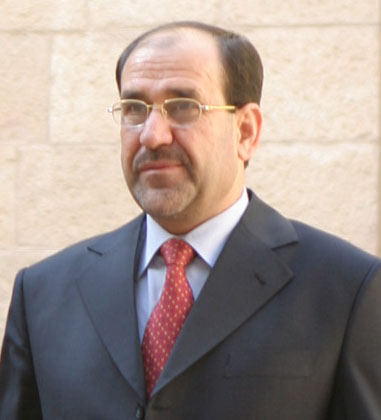
Nuri al-Maliki

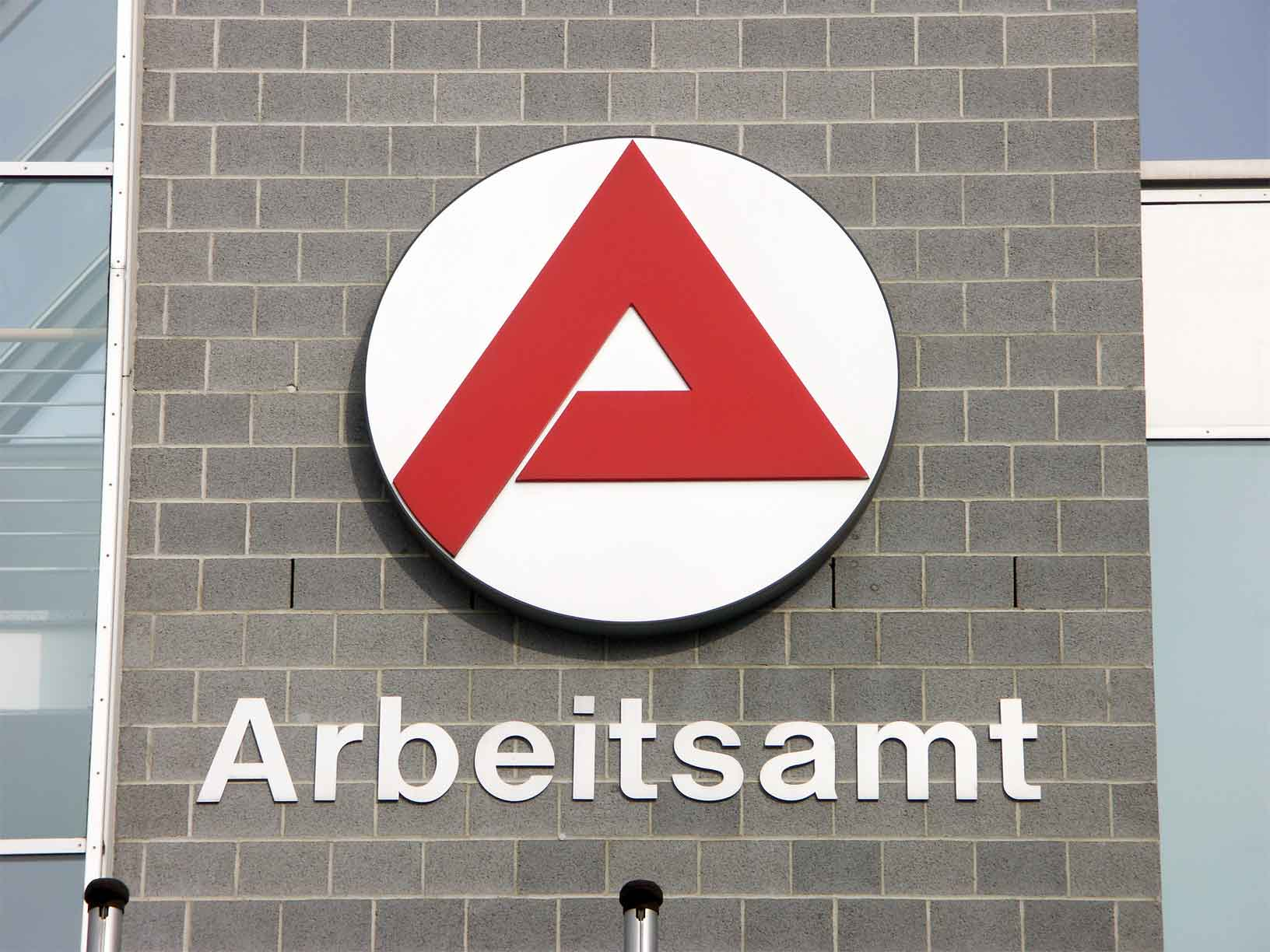
Logo eines Arbeitsamts, seit 2004 eigentlich „Agentur für Arbeit“

Goldcorp-Logo

- Bagdad/Irak: Der anhaltende Terrorismus nach dem Sturz des Diktators Saddam Hussein kostet in einer neuerlichen Angriffsserie mit Raketen über 50 Menschen das Leben, circa 150 weitere werden verletzt. Es hat sich inzwischen erwiesen, dass einige Offiziere der 2003 aufgelösten Streitkräfte für die Zustände mitverantwortlich sind. Die sunnitischen Aufständischen sind Gegner der Regierung unter Nuri al-Maliki.[78]
- Düsseldorf/Deutschland: Der Telekommunikationskonzern Vodafone steigt ab September 2006 in den DSL-Markt ein. Unter dem Slogan „Flat hoch drei“ wird Vodafone Handy-, Festnetz- und Internet-Verbindungen via DSL zu sehr offensiven Preisen anbieten und markiert damit einen neuen Höhepunkt im Preiskampf im Markt für Telekommunikation.[79]
- Nürnberg/Deutschland: Die Bundesagentur für Arbeit registriert einen Aufschwung am Arbeitsmarkt. Sie meldete für das Jahr 2005 noch 11,7 % der erwerbsfähigen Bevölkerung als arbeitssuchend. Für den Juni dieses Jahres meldet sie 10,5 %.[80][81]
- Sacramento/Vereinigte Staaten: Der größte US-Bundesstaat beschließt ein Programm zur Reduzierung von Treibhausgasen. Ihr Ausstoß soll bis 2020 um 25 % gesenkt werden. Laut Gouverneur Arnold Schwarzenegger, der u. a. durch Österreichs Umweltpolitik angeregt wurde, wartet die Welt seit langem auf solche Initiativen der USA, das bislang die größte Umweltverschmutzung verursacht. Dies kann auch als indirekte Kritik an seinem Parteifreund George W. Bush gewertet werden.[82]
- Sonnensystem: Im Sternbild Widder ereignet sich die erste Supernova, die von der Erde aus auf direktem Wege beobachtet werden kann. Die sterbende Sonne leuchtet kurzzeitig heller als die gesamte Galaxie. Mit dem NASA-Satelliten „Swift“ registrieren Wissenschaftler vor der Explosion einen ungewöhnlich langen Ausbruch von Gammastrahlung.[83]
- Stockholm/Schweden: Nach dem 23-tägigen Krieg zwischen Israel und der libanesischen Hisbollah findet in Stockholm eine internationale Geberkonferenz mit über 50 Staaten statt, um ein Hilfsprogramm für den Wiederaufbau der teilweise zerstörten Infrastruktur im Südlibanon zu finanzieren. Geplant sind mindestens 700 Mill. Euro, zunächst hauptsächlich zur Reparatur von Schulen und Brücken.[84]
- Teheran/Iran: Die Frist der Vereinten Nationen für den Stopp der Urananreicherung im Iran läuft ab. Die Regierung des Landes lehnt die Aussetzung jedoch weiterhin ab.[85]
- Thailand: Im Süden des Landes werden 20 Bombenanschläge verübt, hauptsächlich vor Banken. Eine militant-moslemische Gruppe will damit die Gründung eines separaten Staates in Südthailand befördern, wo der Islam stark vertreten ist. Schon Anfang August gab es eine Serie von Brandanschlägen.[86][87]
- Vancouver/Kanada: Das kanadische Metall-Unternehmen Goldcorp gibt bekannt, dass es seinen amerikanischen Konkurrenten Glamis Gold übernimmt. Damit entsteht ein weltweit führender Konzern im Gold-Bergbau.[77]
- Wellington/Neuseeland: Der Parlamentsabgeordnete Taito Phillip Field veröffentlicht eine Stellungnahme zu den neuen Anschuldigungen wegen der angeblichen Annahme von Bestechungsgeldern und bekräftigt, dass Premierministerin Helen Clark ihn nicht aufgefordert habe, sein Mandat für die Labour Party und Māngere niederzulegen. Solange keine Untersuchungen der Polizei angängig wäre, sehe er keinen entsprechenden Handlungsbedarf.[88]

## Weblinks

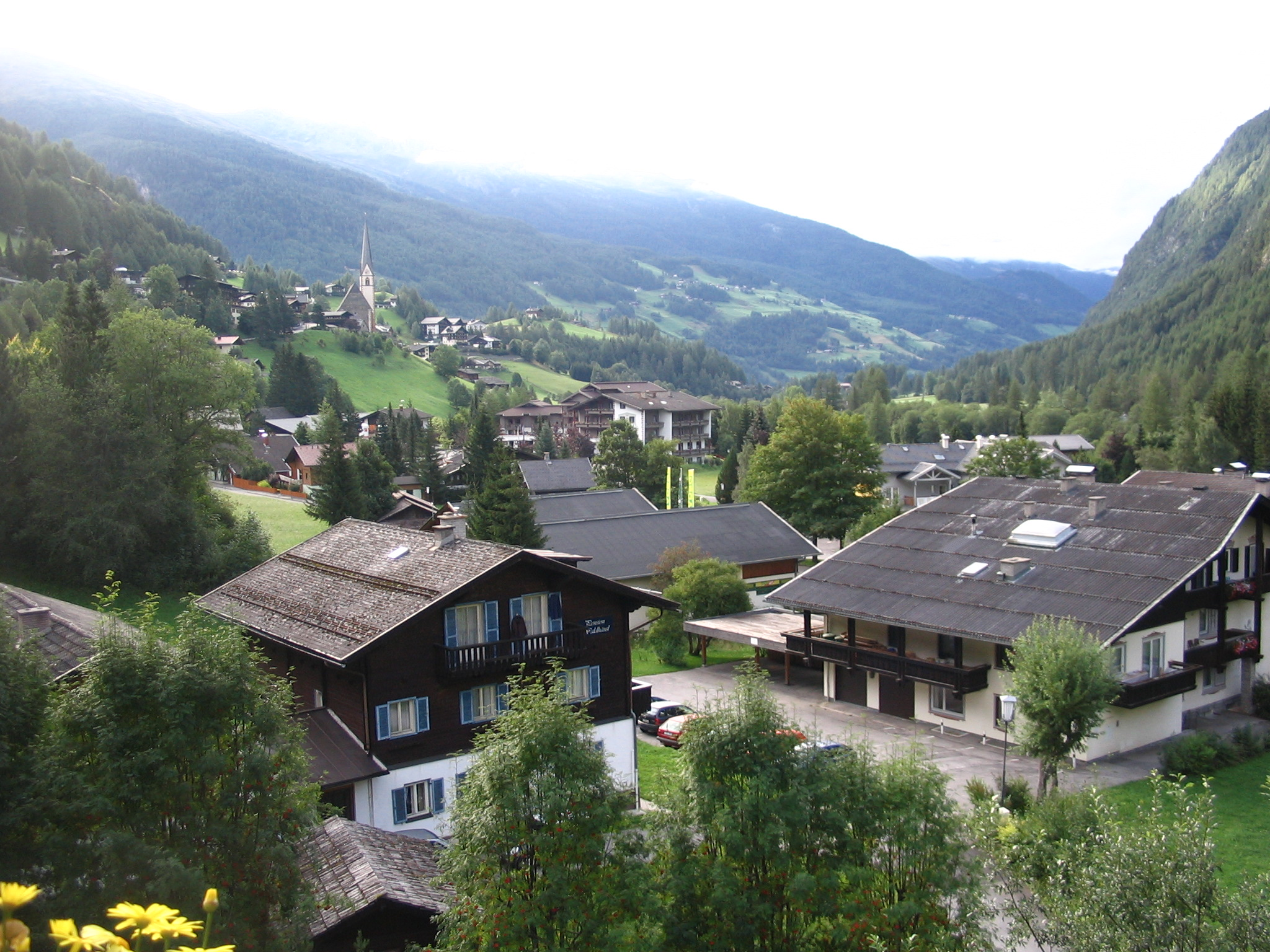
Kärnten im August 2006